# Kathedrale von Acireale

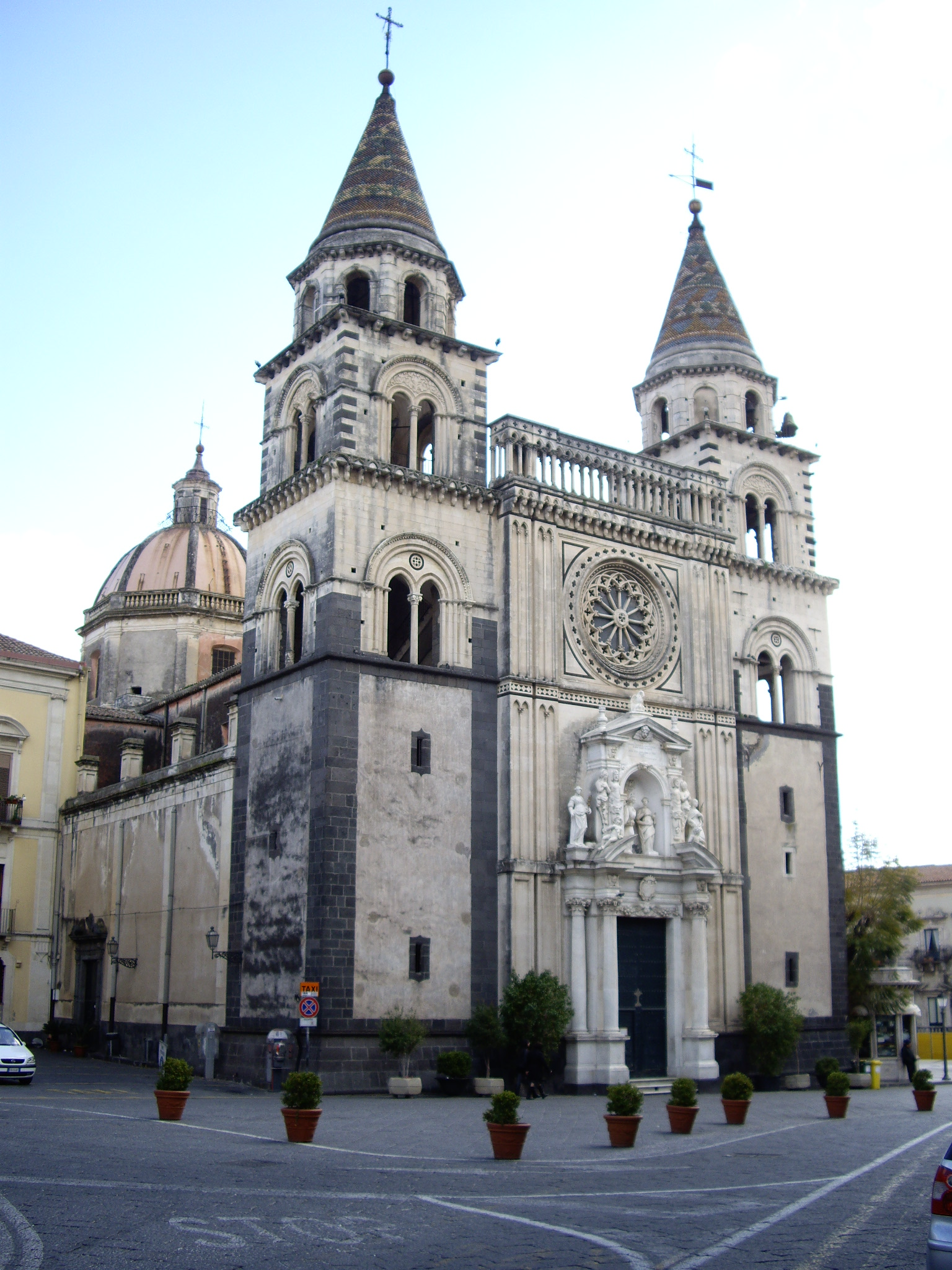
Kathedrale von Acireale

Die Kathedrale Maria Santissima Annunziata in Acireale ist die Kathedrale des Bistums Acireale, eines Suffraganbistums der Erzdiözese Catania in der Kirchenregion Sizilien der römisch-katholischen Kirche.
Die Kirche ist als Pfarrkirche zwischen 1597 und 1618 errichtet worden, im 18. Jahrhundert wurde sie renoviert. Die neugotische Fassade (um 1900) geht auf einen Entwurf von Giovanni Battista Filippo Basile zurück. Dabei wurde das barocke Portal erhalten.
Die dreischiffige Kirche zeigt noch die Konzeption der Spätrenaissance, die durch barocke Kapellen und Ausstattung umgestaltet worden ist. Eine Kapelle aus dem 17. Jahrhundert ist der heiligen Verena geweiht. Seit 1844 ist die Kirche Kathedrale.
In den Boden der Kathedrale wurde der Meridian des Astronomen Christian Heinrich Friedrich Peters eingefügt, der in einer langen Reihe farbiger Bodenfliesen zahlreiche geografische und astronomische Messwerte von Peters’ geodätischen Arbeiten sowie seine biografischen Daten zeigt.